# Rhénus Sport
Rhénus Sport je krytá víceúčelová aréna ležící v severní štrasburské čtvrti Wacken. V provozu je od roku 2003, kdy proběhla celková rekonstrukce bývalé haly Rhénus. Basketbalový tým Strasbourg IG Basket v ní hraje domácí zápasy.

## Technické parametry
- kapacita: 6 200 sedících diváků
- plocha: 14 979 m² (10 932 m² pro sportovní události)
- délka: 109–213 m (v závislosti na konfiguraci)
- šířka: 96,60 m
- výška: 10,80 m

## Historie
V roce 1981 aréna hostila finále Poháru evropských mistrů v basketbalu mezi izraelským klubem Maccabi Elite a italským oddílem Sinudyne Bologna. Izraelský výběr zvítězil o jeden bod 80–79. V únoru 2005 se na antukovém povrchu odehrálo první kolo světové skupiny Davisova poháru mezi Francií a Švédskem, které domácí tým vyhrál 4:1 na zápasy.
Americký prezident Barack Obama v hale přednesl 3. dubna 2009 projev ke třem až čtyřem tisícům francouzských a německým studentů během summitu NATO ve Štrasburku a Kehlu.
Během června 2014 se v aréně uskutečnilo mistrovství Evropy v šermu. V listopadu 2016 sportoviště hostilo finále Fed Cupu, v němž francouzská reprezentace na tvrdém povrchu podlehla dvojnásobným obhájkyním titulu z České republiky.